# Cristina Roccati
Cristina Roccati (Rovigo, 24 d'octubre de 1732 - Rovigo, 16 de març de 1797) va ser una científica, física i poeta italiana que es va llicenciar a la Universitat de Bolonya (1751). Va ser la tercera dona a obtenir una qualificació acadèmica en una universitat italiana.
Roccati era filla de Giovan Battista Rocatti i Antonia delCampo, que pertanyien a una família benestant de Rovigo (Itàlia).
Roccati va estudiar llatí i grec amb Pietro Bertaglia d'Arquà, que va ser rector del seminari de Rovigo, i als quinze anys va rebre els primers reconeixements de l'Accademia dei Concordi de Rovigo pels seus poemes. El 1747, els seus pares li van donar permís per estudiar filosofia natural a la Universitat de Bolonya sota la tutela de Bertaglia i acompanyada d'una tia. Va ser la primera estudiant no bolonyesa admesa en aquella universitat, gràcies a la influència d'algunes persones d'aquella ciutat, com ara el marquès Giampaolo Pepoli. Hi va estudiar literatura, lògica (amb Bonifacio Collina), física i geometria (amb Brunelli), metafísica, moral, i visità sovint la torre astronòmica de la Specola, erigida a principis de segle al Palazzo Poggi, on estudià meteorologia i astronomia. La física i les ciències naturals van ser les disciplines en què concentrà la major part del seu esforç, i, per plaer, també va estudiar francès.
A Bolonya de seguida va ser també reconeguda pels seus poemes, dels quals es van fer diversos reculls, amb el càrrec de «Consellera de la Nació Veneta», un reconeixement molt alt de la Universitat per a algú encara estudiant. En una època en què molts eren els qui maldaven per ser admesos en alguna de les moltes acadèmies que havien sorgit, Rocatti va ser admesa a l'Accademia degli Apatisti de Florència (1749), l'Accademia dei Concordi (1749), l'Accademia nell'Arcadia (amb el nom d'Aganice Aretusiana) (1753),  l'Accademia degli Ardenti de Bolonya i de la Ricoverati a Pàdua.
El 5 de maig de 1751, en una època en què sovint es negaven les oportunitats d’educació superior a les dones, Roccati, que era considerada un prodigi, va obtenir una graduació en filosofia convertint-se, segons Wertheim, en «la tercera dona que obtenia qualificacions acadèmiques». L'octubre del mateix any va anar a Pàdua per aprofundir, a la Universitat de Pàdua, els seus coneixements de física newtoniana. Com quan va anar a estudiar a Bolonya, hi va anar acompanyada de la seva tia i del seu menmtor Bertaglia. A partir del 1751, va exercir com a professora de física a l'Accademia dei Concordi di Rovigo, de la qual fou presidenta (i hi va ensenyar almenys fins al 1777). El 1752, la seva família va caure en la ruïna econòmica quan el seu pare, tot i ser una persona honorable, va estar implicat en un desfalc en una caixa d'estalvis i mont de pietat i va haver de marxar de la ciutat. Hi va tornar però al poc temps va morir sobtadament. Cristina Roccati, amb només vint anys, va interrompre els estudis a Pàdua i va tornar definitivament a Rovigo, on va ensenyar física.
A l’Accademia dei Concordi de Rovigo, Roccatti va impartir cursos nocturns de física newtoniana per a altres membres de l'entitat fins a 1777: després va llegir les seves lliçons únicament en sessions extraordinàries de l'Accademia. Dels seus plans de lliçons per a aquestes conferències, només se n’han trobat 51. La correspondència conservada, datada entre el 1747 i el 1754, i els textos que se n'han conservat mostren el caràcter de la seva formació, arrelada en l'obra newtoniana.
Cristina Roccati va morir a Rovigo el 16 de març de 1797. Va ser enterrada a la tomba de la família, a l'església de Sant Francesc de Rovigo.